# 上梅尔加
上梅尔加，是西班牙卡斯蒂利亚-莱昂巴利亚多利德省的一个市镇。总面积35平方公里，总人口188人（2013年），人口密度5.37人/平方公里。